# Vincenzo Miccolupi
Vincenzo Miccolupi (Napoli, 25 settembre 1894 – Benevento, 6 agosto 1978) è stato un architetto italiano.

## Biografia
Vincenzo Miccolupi frequentò l'Accademia delle Belle Arti di Napoli, conseguendo il titolo di architetto. La sua figura è testimone, tra gli altri, dell'evoluzione del linguaggio dell'architettura italiana, soprattutto nel Mezzogiorno del Paese, dall'eclettismo floreale al razionalismo. 
Iniziò la professione come progettista per imprese edilizie napoletane operanti nel centro-sud Italia. Le sue prime opere, edifici per appartamenti, furono costruite a Messina e a Reggio Calabria. Nel capoluogo calabrese portano la sua firma - negli anni Venti - Palazzo Migliorini (divenuto Palazzo Travia), l'Hotel "Centralino", il Palazzo del Cav. Vitrioli, il Palazzo del Marchese Sarlo, Palazzo Saccà, i villini Cav. Rossi e Ten. Spanò, la casa del Cav. Melissari. Suo anche il progetto per le decorazioni del Cinema Moderno di Reggio Calabria e il progetto di ricostruzione della Chiesa del SS. Rosario, oltre che diversi progetti di case economiche per l'ente edilizio in rione "S. Anna".
Sempre negli anni Venti, in Calabria, Miccolupi progetta l'Istituto per l'assistenza all'infanzia abbandonata "V. Scannapieco" (1924) di Locri e la sistemazione della piazza dei Martiri e della Chiesa Madre. Suo anche il Palazzo del Commendatore Malgeri di Siderno Marina. 
Nel 1924 vinse il concorso per la realizzazione del primo nucleo dell'ospedale civile di Benevento; quest'ultima diverrà poi la sua città di adozione. Negli anni '20 e '30 del Novecento sono stati costruiti, su suoi progetti, numerosi edifici residenziali di iniziativa privata, sia palazzi di abitazione che villini borghesi, tutti caratterizzati da un controllato linguaggio neo liberty. I più importanti sono senza dubbio Palazzo Roscio (1925) e Villa Colomba (1936), tappa iniziale e terminale di un percorso progettuale che progressivamente abbandona gli stilemi del decorativismo per approdare ad un più asciutto proto razionalismo. In questi anni Miccolupi partecipò al clima culturale modernista alimentato da figure di rilievo come quelle di Luigi Piccinato e Frediano Frediani.
Nel secondo dopoguerra divenne organico all'Ufficio Tecnico del Comune di Benevento, in qualità di responsabile dell'area edilizia e co-progettista del Piano di Ricostruzione. Intenso negli anni '50 fu l'impegno nel campo dell'edilizia residenziale pubblica sia nei programmi INA Casa che IACP. L'ultima parte della sua attività fu segnata dalla realizzazione di alcuni edifici pubblici. Tra questi si segnalano il Palazzo del Reduce (1950), la Caserma dei Vigili del Fuoco (1966), la Scuola Federico Torre (1966), tutti di matrice razionale e caratterizzati, in modi differenti, da un equilibrio classicista.

## Principali opere
- Palazzo Migliorini (Palazzo Travia) - Reggio Calabria
- Hotel Centralino - Reggio Calabria
- Palazzo Cav. Vitrioli - Reggio Calabria
- Palazzo Marchese Sarlo - Reggio Calabria
- Palazzo Saccà - Reggio Calabria
- Palazzo Municipale - Gaeta (1928-1929)
- Ospedale Civile di Benevento (1925-1930)
- Palazzo Marchese Roscio (1925-1927) - Benevento
- Case Incis (1926-1929) - Benevento
- Villa Perrotta (1930) - Benevento
- Villa Costanzo (1931) - Benevento
- Villa Calandriello (1931) - Benevento
- Case di Cooperativa mutilati e invalidi (1931-1931) - Benevento
- Villa Colomba (1936-1938) - Benevento
- Piano di Ricostruzione della Città di Benevento (1947-1948), con Gennaro De Rienzo e Angelo Scala
- Palazzo del Reduce (1950) - Benevento
- Edifici residenziali per l'Ampliamento del Rione Libertà (1949-1959) - Benevento
- Abitazioni comunali in Viale degli Atlantici (1956-1959) - Benevento
- Fontana e scale di risalita in Via del Pomerio (1958-1960) - Benevento
- Scuola Federico Torre (1960-1966) - Benevento
- Caserma dei Vigili del Fuoco (1966-1968) - Benevento
- Scuola in Piazza San Modesto (1968) - Benevento